# Jordi Riera Pujal
Jordi Riera Pujal (Granollers (Barcelona) 28 de noviembre de 1960) hermano de Carles Riera Pujal, es un artista plástico, escritor, estudioso y divulgador del mundo del cómic y el humor gráfico.

## Arte
Estudió dibujo, pintura, diseño gráfico y fotografía en la escuela Eina de Barcelona. Ha realizado más de treinta exposiciones individuales y colectivas en diversas ciudades de Cataluña. En el año 2001, formando parte del grupo artístico  Els Isards, se organizó la Semana de las Artes (La Setmana de les Arts, Homenaje a María Masllorens, De la ficción a la realidad) en el Museo de Granollers. Actividades que se reunieron en un catálogo libro.

## Cómic
Ha trabajado como estudioso y divulgador del mundo del cómic y del humor gráfico escribiendo artículos, libros, comisariando exposiciones o dando conferencias. En el año 2011 publicó el primer libro dedicado al estudio del cómic en catalán, El còmic en català (1939-2011). Durante tres años dirigió la revista cultural en catalán Tentacles. Desde el año 2015 es el director de contenidos del museo digital dedicado al humor gráfico Humoristán.

## Libros publicados
- El còmic en català. Catàleg d'àlbums i publicacions (1939-2011). Ediciones Glénat, 2011.  ISBN 978-84-9947-267-6 [12] (en catalán)
- La Corona de Aragón dibujada. Historia y ficción. Ministerio de Educación, Cultura y Deporte, 2016, Madrid.[13]
- El Jueves. 40 años, RBA Libros, 2017, Barcelona. ISBN 9788490568521
- Enric Sió. El dibuixant que va trencar motlles/ El dibujante que rompió moldes. Museu de Badalona, Badalona, 2019. ISBN 9788488758569
- El Jueves. Crónica sentimental de España. RBA libros, Barcelona, 2019. ISBN 9788491871965
- Las portadas de El Jueves (2014-2020). De la coronación al coronavirus. RBA libros, Barcelona, 2020. ISBN 9788491875833
- El póster de El Jueves. La mejor galería de arte satírico. RBA libros, Barcelona, 2021. ISBN  9788491871026
- Historia gráfica de la Guerra Civil.. Coautor: Jaume Capdevila, RBA libros, Barcelona, 2022. ISBN  9788491879442

Colaboraciones
- ComiCat: Crítica, articles o guia del còmic en català 2008. Edicions Per Tutatis!, 2009. (en catalán)
- ComiCat: Crítica, articles o guia del còmic en català 2009. Edicions Per Tutatis!, 2010.[14] (en catalán)
- Gran Catálogo de la Historieta. Inventario 2012. Catálogo de los tebeos en España. 1880-2012). Colabora como uno de los documentalistas, ACyT Ediciones, 2013. ISBN 978-84-616-2902-2.
- Del Tebeo al Manga: Una Historia de los Cómics 10. Panini Comics, 2013. ISBN 978-84-9024-358-9
- L’Esquella de la Torratxa 1879-1939. 60 anys d’història catalana. Editorial Efadós, 2013. ISBN 978-84-15232-58-2 (en catalán)
- Papitu (1908-1937) Sàtira, erotisme i provocació.  Efadós, 2014. ISBN 978-84-15232-71-1 (en catalán)
- Josep Coll, el observador perplejo. Diminuta i Trilita ediciones, 2015 Barcelona. ISBN 978-84-942399-5-3
- L'humor gràfic a Barcelona, Efadós, 2016, Barcelona,  ISBN 978-84-16547-00-5 (en catalán)
- Cómic digital hoy. Una introducción en presente. Libro digital de descarga gratuita. ACDCÓMIC, 2016, Barcelona. ISBN 978-84-608-3910-1[15]
- Tebeos. Las revistas juveniles. ACyT, 2016, Sevilla, ISBN 978-84-608-9398-1[16]
- Del boom al crack: la explosión del cómic adulto en España (1977-1995). Diminuta, Barcelona, 2018, ISBN 978-84-946376-5-0
- El barrufet gramàtic. Homenatge a Albert Jané. Base, Barcelona, 2020, ISBN 9788417759612 (en catalán)
- El monjo, l’historiador i l’editor. Homenatge a Josep Massot i Muntaner. Publicacions de l'Abadía de Montserrat, Barcelona, 2021, ISBN 9788491911982 (en catalán)

## Revistas
- Senseïsmes: revista d'art contemporani. 1995.[17] (en catalán)
- Senseïsmes: revista d'art contemporani. 1996.[18] (en catalán)
- Tentacles[19][20](en catalán)